# 須子茂離
須子茂離（すこもばなれ）は、加計呂麻島の西、与路島の北に隣接する、奄美群島に属する無人島である。
行政上は鹿児島県大島郡瀬戸内町に属する。加計呂麻島からの最短距離は西に約3.7km、与路島から北に約4km、江仁屋離島から南に約6km。夕離への最短距離は西北西に約1.1km（地理院地図）。

## 小島、岩礁
- 臼瀬 - 南約300m（地理院地図）